# Coivrel
Coivrel település Franciaországban, Oise megyében. Lakosainak száma 245 fő (2022. január 1.). Coivrel Godenvillers, Maignelay-Montigny, Montgérain, Saint-Martin-aux-Bois és Tricot községekkel határos.

## Népesség
A település népességének változása:
| Lakosok száma | 253  | 258  | 257  | 251  | 248  | 244  | 245  | 242  | 245  |
|               | 2013 | 2015 | 2016 | 2017 | 2018 | 2019 | 2020 | 2021 | 2022 |